# L. Bradford Prince
LeBaron Bradford Prince (3 de julio de 1840 - 8 de diciembre de 1922) fue un abogado y político estadounidense que se desempeñó como presidente del Tribunal Supremo Territorial de Nuevo México de 1878 a 1882 y como decimocuarto gobernador del Territorio de Nuevo México de 1889 a 1893.

## Biografía
Prince nació el 3 de julio de 1840 en Flushing, Queens, Nueva York. Sus padres eran el horticultor William Robert Prince y su esposa, Charlotte Goodwin (Collins) Prince. El joven Prince comenzó su carrera trabajando en los viveros dirigidos por su padre y su hermano "Linnaean Botanic Garden". Los viveros se vendieron al final de la Guerra Civil, y estudió derecho en la Universidad de Columbia, donde recibió un LL.B. en 1866.
Fue delegado a la Convención Nacional Republicana de Nueva York en 1868. Fue miembro de la Asamblea del Estado de Nueva York (Queens Co., 1st D.) en 1871, 1872, 1873, 1874 y 1875. Fue miembro del Senado del Estado de Nueva York (1.° D.) en 1876 y 1877.The Political Graveyard (ed.). «Index to Politicians: Prince». Consultado el 1 de agosto de 2008.
En la Convención Nacional Republicana de 1876, estuvo entre los que apoyaron a Rutherford B. Hayes sobre Roscoe Conkling. Eso resultó en que se le diera la oportunidad de ser gobernador del Territorio de Idaho. Rechazó esa opción, pero luego se convirtió en presidente del Tribunal Supremo Territorial de Nuevo México de 1878 a 1882. En 1883, se convirtió en presidente de la Sociedad Histórica de Nuevo México.
El presidente Benjamin Harrison nombró a Prince para el Gobernador de Nuevo México Territorio de 1889 a 1893. Prince y su esposa, Mary, residían en el Palacio de los Gobernadores y celebraban funciones sociales allí.
Prince lideró el movimiento para crear la Escuela Normal Hispanoamericana y se desempeñó como presidente de su junta directiva entre 1909 y 1912.
Fue miembro del Consejo Territorial de Nuevo México en 1909 y delegado a la Convención Constitucional del Estado de Nuevo México de 1911.
Fue miembro de la Sociedad de Horticultura de Nuevo México, la Sociedad para la Preservación de Antigüedades Españolas, la Sociedad Arqueológica de Nuevo México, la Sociedad de Cincinnati, Hijos de la Revolución, la Sociedad de Guerras Coloniales, y la Iglesia Episcopal Protestante.
En 1879 se casó con Hattie E. Childs, quien murió en 1880. En 1881 se casó con Mary C. Beardsley. Tuvieron un hijo.
Prince murió en el "Flushing Hospital" en Queens el 8 de diciembre de 1922.

## Obras
- E Pluribus Unum: The Articles of Confederation vs. the Constitution (1867)
- The General Laws of New Mexico (1880)
- A Nation or a League (1880)
- Historical Sketches of New Mexico (1883)
- The American Church and Its Name (1887)
- The Money Problem (1896)
- The Stone Lions of Cochiti (1903)
- Old Fort Marcy (1911)
- A Concise History of New Mexico (1912)
- The Student's History of New Mexico (1913)
- Spanish Mission Churches of New Mexico (1915)
- Abraham Lincoln, the Man (1917)